# Monte San Giovanni in Sabina
Monte San Giovanni in Sabina es una localidad italiana de la provincia de Rieti, región de Lacio, con 774 habitantes.

## Evolución demográfica
| Gráfica de evolución demográfica de Monte San Giovanni in Sabina entre 1861 y 2001 |
|                                                                                    |
| Fuente ISTAT - Elaboración gráfica por parte de Wikipedia                          |